# 배슬기
배슬기(1986년 9월 27일 ~ )는 대한민국의 가수, 배우이다.

## 경력
1986년 경기도 가평군에서 태어났다. 도자기 공장을 하는 아버지의 영향으로 유년기를 순천에서 보냈다.
소속사는 찬 엔터테인먼트이고 2005년 추소영, 오승은과 함께 그룹 '더 빨강' 1기와 가수로 데뷔했다. 그러다가 2006년에 디지털 싱글앨범 One For Love로 솔로 활동을 시작했다. 또한 SBS 예능 프로그램 《리얼로망스 연애편지》에서 복고 댄스를 12탄까지 선보여 세간의 화제를 불러 일으키기도 했다. 그리고 2007년 중국 드라마 《경무세계》에서 주연으로 출연하며 연기자로 활동 하였다.

## 학력
- 상명대학교 (연극영화학 / 학사)

## 활동

### 가수
- 2005년~2006년 - 그룹 The 빨강 1기(추소영, 오승은, 배슬기 등)로 데뷔
- 2006년 이루의 '까만 안경' 무대 공연 시, 여성 보컬 피처링을 담당했다.
- 2016년 그룹 베베몬으로 활동했다.

음반
- 2021년 11월 4일 《Sad Disco》(디지털 싱글)
- 2017년 5월 19일 《그 여자의 바다 OST Part 12》
- 2017년 2월 21일 《빛나라 은수 OST Part 13》
- 2010년 4월 8일 《Big Show》(빅쇼) (미니앨범)
- 2008년 5월 22일 《따끈따끈 베이커리 2기 OP》(애니메이션)
- 2008년 10월 10일 《Flying》(정규 음반 2집, 슬기 Say)
- 2007년 12월 4일 《Happy Christmas》(디지털 싱글)
- 2007년 9월 21일 《First Album》(정규 음반, 말괄량이)
- 2007년 4월 19일 《One For Love》(디지털 싱글)

뮤직비디오
- 2005년 컬러링 베이비 7공주 《러브송》

### 배우

#### 영화
- 《커플즈》(2011년) ... 수진 역
- 《파이널》(2011년)
- 《죽여주는 이야기》(2012년)
- 《야관문: 욕망의 꽃》(2013년) ... 연화 역
- 《깡철이》(2013년) ... 고재숙 역
- 《소설, 영화와 만나다》(2013년) ... 형사 역
- 《청춘학당: 풍기문란 보쌈 야사》(2014년) ... 향아 역
- 《빈센트》(2017년) ... 수정 / 희은 역

#### 드라마
| 연도 | 방송사           | 제목                                           | 역할            | 비고        |
| ---- | ---------------- | ---------------------------------------------- | --------------- | ----------- |
| 2003 | SBS              | 천년지애                                       |                 |             |
| 2004 | KBS2             | 풀하우스                                       | 커피숍 여직원   | 최종회 단역 |
| 2004 |                  | 해신                                           | 궁녀            | 단역        |
| 2007 | 후난위성텔레비전 | 경무세계                                       |                 |             |
| 2011 | MBC              | 최고의 사랑                                    | 한미나          |             |
| 2011 | 피아니시모       |                                                |                 |             |
| 2011 | MBC              | 심야병원                                       | 이광미          |             |
| 2012 | KBS2             | 적도의 남자                                    | 어린 박윤주     | 특별출연    |
| 2013 | E채널            | 실업급여 로맨스                                | 문선주          |             |
| 2014 | tvN              | 황금거탑                                       | 배슬기          |             |
| 2015 | OCN              | 귀신 보는 형사 처용 2                          | 김희연 / 김희수 |             |
| 2016 | KBS1             | 일일드라마 빛나라 은수                         | 윤수민          |             |
| 2017 | SBS funE         | 아이돌마스터.KR - 꿈을 드림                    | 김단오          |             |
| 2018 | MBC              | 사생결단 로맨스                                | 이진경          |             |
| 2021 | SBS              | 마지막 아침연속극 아모르 파티 - 사랑하라, 지금 | 강유나          |             |
| 2023 | KBS2             | 오아시스                                       | 송연주          |             |
| 2023 | ENA              | 행복배틀                                       | 임다은          | 특별출연    |

## 예능
- 2006년 SBS 《X맨》 - 게스트
- 2006년 MBC 《행복주식회사》 게스트
- 2022년 SBS 《런닝맨》 - 게스트

#### 뮤지컬
- 2010년 《온에어 라이브》
- 2012년 《부활 - 더 골든 데이즈》

### 그 외
- 2010년 3월 《2010년 돌아온 최혜영의 골프레슨》(myLGtv) 1~10회

### 광고
| 기업명              | 브랜드명(종류)          | 기업명         | 브랜드명(종류) |
| ------------------- | ----------------------- | -------------- | -------------- |
| CJ(제일제당)        | 푸드림                  | 이야인터렉티브 | 루나온라인     |
| PEGGY&CO (패기앤코) | 스포츠의류              | VOLVO(볼보)    | c30(자동차)    |
| 주주ABC             | cellCURL (속눈썹고데기) | 보광훼미리마트 | 편의점         |
| NC코스메틱          | 엘리타                  | 애경           | 에이솔루션     |
| 굿모닝시티          | 쇼핑몰                  | SK             | 네이트몰       |
| 벅스                | 티켓예매                |                |                |

### 홍보대사
- 2011년 제14회 보령머드축제 홍보대사
- 2010년 사랑의 열매 홍보대사
- 2010년 제13회 보령머드축제 홍보대사
- 2009년 보광 훼미리마트 홍보대사
- 2008년 경찰청 안보홍보대사
- 2007년 국군방송 홍보대사
- 2006년 미스태극전사 선발대회 홍보대사

## 취미
온라인 게임 아이온을 하는 것으로 알려졌다.

## 논란
- 아우디 A4 핑크색 차량을 모친과 함께 사용하였는데, 2011년 7월 21일에 이 차를 몰던 모친이 교차로에서 주행 중이던 싼타페를 추돌하였다.[3] 이 사건에서 모친은 본인 과실임에도 불구하고 상대편이 가해자라고 주장한 것으로 알려졌으며, 아우디 차량의 고가 수리비로 인해 피해자 측은 과실비율 40%를 적용받아 자기 차량 수리비의 6배에 가까운 360만 원을 청구받았다.[4]
- 2012년 6월 트위터에 "대한민국의 변절자, 지도층 종북자들 알아서 좀 돌아가 주셨으면 좋겠다. 왜 남의 나라에서 나대고 있는 것인가. 북한 가서 배 터지지. 나라 사랑하는 자랑스러운 대한민국 국민으로서 우리 모두 두 눈 뜨고 벌레들을 골라내야 하는 시기가 온 것 같다"라는 글을 올렸다. 2012년 11월 안철수가 대선 후보 사퇴를 선언한 후 임호가 트위터에 "안철수님 후보 사퇴하셨네요"라고 게재한 데 대해 배슬기가 "제대로 투표할 힘 빠지네요. 난 이래서 종북자 무리들이 싫어요"라는 글을 올렸다.